# 杰克·罗德韦尔
傑克·克里斯蒂安·羅德韋爾（英語：Jack Christian Rodwell；1991年3月11日—）出生於英格蘭爱尔兰海邊濱海城市紹斯波特，是一名職業足球員，司職中堅或防守中場，現效力澳大利亞職業足球聯賽球會FC悉尼。

## 生平

### 球會
2005年年僅14歲的魯迪維爾為愛華頓U18青年隊上陣，僅一年後的10月，當時15歲的魯迪維爾又首次為愛華頓預備隊上陣；2007年12月20日為一隊處子上陣，在歐洲足協盃作客對阿爾克馬爾後補入替加維臣，以16歲284日打破球會歷來最年輕球員參加歐洲賽的紀錄。
2008年3月9日作客1-0擊敗新特蘭，魯迪維爾在完場前後補入替卡希爾，在英超處子登場。3月17日年滿17歲的魯迪維爾與球會簽訂首份職業合約，為期兩年。直到聯賽煞科日5月11日主場對紐卡素，他再次在完場前一刻後補入替季後離隊的老將（Lee Carsley）。
2008/09年球季開鑼日主場對布力般流浪，魯迪維爾首次正選為一隊上陣，踢足全場90分鐘。2009年2月15日足總盃第五圈主場對阿士東維拉，魯迪維爾開賽後3分鐘近門射入先拔頭籌兼取得個人在一隊首個入球，協助球隊3-1獲勝過關。2月19日與愛華頓續五年長約，留隊直到2014年。
2012年8月12日，英超球會曼城以1,200萬英鎊轉會費從愛華頓購入魯迪維爾，合約為期五年，另視乎其表現轉會費可增至1,700萬英鎊。
2014年8月5日，英超球會新特蘭從曼城購入魯迪維爾，轉會費金額沒有正式公佈，估計為1,000萬英鎊，合約為期五年。

### 國家隊
魯迪維爾曾分別代表英格蘭U16、U17、U18、U19及U21等五個不同年齡界別的國家隊。2006年12月8日魯迪維爾以隊長身份帶領英格蘭U16以2-1擊敗蘇格蘭U16贏得勝利盾（Victory Shield）。四個月後的2007年4月28日，他在新揭幕的溫布萊球場對西班牙U16的友誼賽，下半場52分鐘一箭定江山。
2007年10月23日已獲提升到英格蘭U17的魯迪維爾在2008年歐洲U-17足球錦標賽外圍賽6-0大勝愛沙尼亞U17一役射入「埋齋」，英格蘭順利晉級第二輪外圍賽。2008年2月5日在阿爾加維足球邀請賽（Algarve Tournament）0-0賽和地主葡萄牙U17後奪得冠軍，並在上一場以2-0擊敗第二輪外圍賽對手之一的法國U17。3月25日在特拉維夫舉行第二輪外圍賽的首場比賽對法國U17，魯迪維爾在下半場58分鐘先開紀錄，但最終1-1和局完場，英格蘭U17最後以2和1負墊底成績出局。
2008年10月10日英格蘭U19在2009年歐洲U-19足球錦標賽外圍賽3-1擊敗北愛爾蘭U19後確定晉級第二輪外圍賽，魯迪維爾在完場前後補入場。三日後對塞爾維亞U19負1-4的比賽，魯迪維爾則獲派正選上陣。2009年3月26日魯迪維爾以隊長身份帶領英格蘭U19在主場友賽捷克U19，雙方踢成0-0平手終場。
2009年3月19日剛渡過18歲生日的魯迪維爾獲皮雅斯徵召加入英格蘭U21。3月31日於0-2負於法國U21一役在完場前入替馬田·卡尼。6月1日魯迪維爾獲選進入英格蘭U21參加在瑞典舉行2009年歐洲U-21足球錦標賽決賽週最後23人大軍名單。6月8日對阿塞拜疆U21，洛維爾下半場後補上陣，於完場前射入湊足7-0的紀錄，是他個人首個U21入球。U21歐錦賽決賽週最後一場分組賽對德國U21，魯迪維爾獲派正選上陣，更於上半場30分鐘接應角球頂入扳平1-1，為球隊保著分組不敗及首名出線資格。

## 私人生活
魯迪維爾是前黑池翼鋒東尼·魯迪維爾（Tony Rodwell）的侄兒。

## 榮譽
英格蘭 U16
- 勝利盾：2006年；

## 外部連結
- 足球数据库：積·魯迪維爾的球员统计数据
- 愛華頓官網：積·魯迪維爾簡歷